# Test neuropsychologique
 (juillet 2014).
Si vous disposez d'ouvrages ou d'articles de référence ou si vous connaissez des sites web de qualité traitant du thème abordé ici, merci de compléter l'article en donnant les références utiles à sa vérifiabilité et en les liant à la section « Notes et références ».
Un test neuropsychologique est un questionnaire, une échelle ou un paradigme permettant d'évaluer le bon fonctionnement des fonctions ou processus cognitifs comme la mémoire, le langage, la planification, l'attention, la prise de décision, etc. Ces fonctions étant sous-tendues biologiquement par une région cérébrale, ou plus généralement par un réseau de régions cérébrales, le test neuropsychologique est également utilisé pour évaluer l'intégrité de ces structures au sein du cerveau. Il permet donc indirectement l'évaluation du bon fonctionnement du cerveau Humain.
Ces tests, pratiqués essentiellement par les neuropsychologues (psychologues spécialisés en neuropsychologie), ou dans une moindre mesure par certains médecins ou orthophonistes, sont particulièrement importants pour évaluer la sévérité d'une maladie ou d'une affection neurologique et son impact sur le fonctionnement cognitif et intellectuel. Encore aujourd'hui, ils sont primordiaux pour le diagnostic de certaines maladies, comme la maladie d'Alzheimer, mais également pour juger des séquelles d'un accident vasculaire cérébral, d'un traumatisme crânien, ou, plus généralement, de toute maladie affectant le cerveau ou le fonctionnement cognitif.

## Principe
Le test est « une mesure objective et standardisée d'un échantillon de comportements » et permet de comparer un sujet à un échantillon de sujets représentatif de sa population d'origine. Les tests sont « objectifs », donc indépendants de la plainte du sujet/patient (ou de son entourage), c'est-à-dire qu'ils évaluent directement le processus ou la fonction cognitive impliquée dans le comportement « défaillant ». Les tests sont aussi « standards », c'est-à-dire qu'un même test doit être administré de la même façon par deux neuropsychologues différents, pour que la mesure puisse être reproductible et aisément comparable entre un point temporel A et un autre B. Enfin, le test doit être « validé », c'est-à-dire qu'il doit avoir été administré à un certain nombre de sujets en amont, généralement sans troubles cognitifs, ce qui permet de comparer les scores altérés (c'est-à-dire les scores de patients présentant des troubles cognitifs) à cet échantillon, qu'on appelle aussi « normes ».

## Exemples de tests évaluant le langage
- Le Boston Diagnostic Aphasia Examination
- Le Protocole d'examen linguistique de l'aphasie Montréal-Toulouse (MT-86)
- Le Boston Naming Test (BNT)
- Le Montréal évaluation de la communication (MEC)

## Exemples de tests évaluant lestroubles praxiquesou visuo-constructifs
- Batterie de test de Blanche Ducarne (considérée comme aujourd'hui obsolète)
- La batterie d’évaluation des praxies (BEP)
- La figure complexe de Rey-Osterrieth
- Le test des cubes de Kohs

## Exemples de tests évaluant lestroubles exécutifs
- Les tests des tours de Hanoï, tours de Londres, tours de Toronto
- La Batterie rapide d'efficience frontale (BREF)
- Le Behavioural Assessment of the Dysexecutive Syndrome (BADS)
- Le Wisconsin card sorting test (WCST)

## Exemples de tests évaluant lacognition sociale
- La Social cognition and Emotional Assessment (mini-SEA)

## Exemple de tests évaluant les troubles du spectre autistique
- ADOS (« Autism Diagnostic Observation Schedule ») ;
- (ADI-R) (« entretien diagnostique révisé de l'autisme - révisé ») ;
- EPSA (Échelle des Particularités Sensori-psychomotrices dans l’Autisme) qui évalue 20 variables (toucher, nociception, sensibilité vestibulaire, proprioception, vision, audition, multimodalité, tonus, posture, équilibre, coordination globale, motricité manuelle, schéma corporel, conscience psychocorporelle, ajustement à l’autre, expression émotionnelle, utilisation des objets, espace, temps, régulation tonico-émotionnelle) via un total de 160 items[3] ;